# Parviz Khosrovani

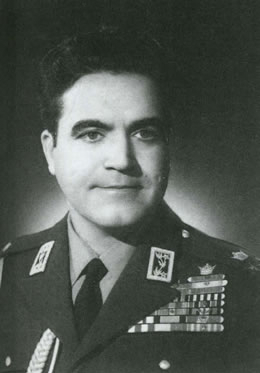
Parviz Khosrovani (Mahallati) (1922-2015)

Parviz Khosrovani (1922), een Iraanse generaal, minister en vicepremier.
Generaal (sepahbod) Parviz Khan Khosrovani, werd in 1922 geboren als de jongste zoon en het zestiende kind van Arbab Mohammad Hashem Khosrovani Mahallati (1823-1923), landeigenaar te Mahallat en omgeving, heer van de dorpen Naziabad, Sorkhe Hesar en Hadighe, en ook enige tijd gouverneur van de provincie Gilan, bij diens derde echtgenote Marhamat Fazeli. Geholpen door zijn oudere broeder Shahab(edin) Khosrovani, een zeer succesvol ondernemer en parlementslid, studeerde hij aan het Officiers College en de Militaire Academie in Teheran en ook aan de Metropolitan Police College in Londen. In 1942 begon hij zijn militaire carrière als tweede luitenant en in 1966 was hij opgeklommen tot generaal en werd hij aangesteld als plaatsvervangend commandant van de Centrale Gendarmerie in Iran. Hij werd vicepremier onder minister-president Amir Hoveida en gaf leiding aan de dagelijkse training van Mohammad Reza Pahlavi. In 1945 was hij de oprichter en eerste voorzitter van de Taj Sportclub (voetbalclub Taj), tegenwoordig bekend onder de naam Esteghlal FC. De club is inmiddels achtmaal landskampioen en tweemaal kampioen van Azië geworden.